# Дворкин, Юлий Борисович
Дворкин Юлий Борисович (20 сентября 1936 года — 4 августа 2016 года) — советский и российский режиссёр, педагог.

## Биография
Родился 20 сентября 1936 года. Окончил Российский государственный институт сценических искусств (курс Г. А. Товстоногова) в 1967 году.
В конце 50-х пришел заниматься в театр-студию Санкт-Петербургского университета, где впоследствии работал и как режиссёр. (источник)
В начале 1970-х работал режиссёром в Малом драматическом театре Ленинграда. Ставил спектакли в театре Комиссаржевской, Ленинградском театре комедии (источник), Молодёжном театре на Фонтанке, Театре имени Ленсовета.
В 1990 году защитил кандидатскую диссертацию на тему «Ранний советский революционный театр в контексте народной игровой культуры». Работа выполнена в секторе театра научно-исследовательского отдела Ленинградского государственного института театра музыки и кинематографии имени Н. К. Черкасова. Научный руководитель — доктор искусствоведения Смирнов-Несвицкий В.А.
В 1990-х — 2000-х руководил мастерской телережиссёров и мастерской режиссёров анимации и компьютерной графики на факультете экранных искусств СПГУКиТ.
Скончался 4 августа 2016 года в Санкт-Петербурге.

## Театральные работы

### Актёр
1967 — курсовой спектакль «Люди и мыши» по Дж. Стейнбеку (курс Г. А. Товстоногова). Учебный театр «На Моховой» (источник)

### Режиссёр
- 1968 — «Влюбленный лев», Ш. Делейни. Академический драматический театр имени В. Ф. Комиссаржевской. Премьера — 7 февраля 1968 г. (источник)
- 1969 — «Страх и отчаяние в Третьей империи», Б. Брехт. Совместно с К. Черноземовым, В. Петровым.
- 1969 — «Привидения», Г. Ибсен. Ленинградский областной Малый драматический театр. Премьера — 18 июня 1969. (источник)
- 1970 — «В двенадцать, как всегда», З. Журавлева. Ленинградский областной Малый драматический театр. Премьера — 8 мая 1970. (источник)
- 1971 — «Эй, ты, здравствуй!», Г. Мамлин. Ленинградский областной Малый драматический театр. Премьера — 3 июня 1971. (источник)
- 1971 — «Тёмная история», П. Шеффер. Ленинградский областной Малый драматический театр (источник)
- 1972 — «О женщине», Э. С. Радзинский. Ленинградский областной Малый драматический театр. Премьера — 25 апреля 1972. (источник)
- 1982 — «Тартюф», Жан-Батист Мольер. Мурманский областной драматический театр. (источник)
- 1991 — «Панночка». Молодёжный театр на Фонтанке (источник)
- 1997 — «Электра[англ.]», Жан Жироду, перевод Е. Баевской. Театр имени Ленсовета. (источник)

## Фильмография
- 1992 Две дуэли (фильм)
- 1982 Леший (фильм-спектакль)
- 1976 Пять вечеров (фильм-спектакль)
- 1973 Хроника чекистских будней (фильм-спектакль)
- 1973 Трехминутный разговор (фильм-спектакль)
- 1970 Привидения (фильм-спектакль)

## Научные работы
- Начала драматургии в сценарном деле для режиссёров факультета экранных искусств: Учеб. пособие / Ю. Б. Дворкин; Госкино России. С.-Петерб. гос. ун-т кино и телевидения. Каф. телевиз. искусства. — СПб. : СПбГУКиТ, 2000.
- Массовый театр: проблема взаимосвязей в контексте культуры // Взаимосвязи: Театр в контексте культуры: Сборник научных трудов / Редкол. С. К. Бушуева, Л. С. Овэс, Н. А. Таршис, предисл. С. К. Бушуевой. Л., 1991.